# Hieracium notabile
Hieracium notabile es una especie de planta con flor del género Hieracium, de la familia Asteraceae, orden Asterales.

## Distribución
Hieracium notabile se distribuye por Escocia.

## Taxonomía
Fue descrita científicamente por Sell y C. West.